# Universidad Nacional de las Artes de Bucarest
La Universidad Nacional de las Artes de Bucarest (en Rumano: Universitatea Naţională de Arte) es una institución de educación superior que prepara a los estudiantes en las bellas artes. 
La Universidad Nacional de las Artes fue fundada en 1864, a través de un decreto del gobernante Alexandru Ioan Cuza.  La institución ha tenido, a través del tiempo, varias denominaciones oficiales: 
- 1864 - La Escuela National de Bellas Artes (Școala Naţională de Arte Frumoase)
- 1931 - La Academia de Bellas Artes (Academia de Belle-Arte)
- 1942 - La Escuela Superior de Arte de Bucarest (scoala Superioară de Arte din Bucureşti)
- 1948 - El Instituto de Bellas Artes "Nicolae Grigorescu"
- 1990 - La Academia de las Artes (Academia de Arte)
- 1995 - La Universidad de las Artes (Universitatea de Arte)
- 2002 - La Universidad Nacional de las Artes de Bucarest (Universitatea Naţională de Arte Bucureşti)

## Historia
La Escuela Nacional de Bellas Artes fue fundada el 5 de octubre de 1864, a través de un decreto emitido por el gobernante Alexandru Ioan Cuza y como resultado de los esfuerzos combinados de los pintores Theodor Aman y Gheorghe Tattarescu.
Por aquel entonces la escuela tenía varios departamentos: Pintura, Escultura, Grabado, Arquitectura, Dibujo Lineal, Estética, Historia y Dibujo en Perspectiva. y la duración de los estudios era de 5 años. La Escuela de Artes Decorativas fue fundada en 1904. 
En 1909, Spiru Haret aprobó el “Reglamento para la administración interior de la Escuela de Artes”, un documento que establecía el examen de admisión y confirmaba la ruptura con la Escuela de Arquitectura, a través de la aprobación de un método de selección al acabar el primer año de la carrera. La duración de los estudios era de 7 años.
A través de la Ley de Educación Superior de 1931, las Escuelas de Bellas Artes de Rumanía se convirtieron en Academias de Bellas Artes. El primer rector nombrado fue Camil Ressu. En 1942, la Academia cambió su nombre de nuevo, por la  Escuela Superior de Arte de Bucarest. 
El Instituto de Artes de Bucarest se fundó en 1948, incluyendo las Facultades de Teatro y Música, Coreografía y Artes Plásticas, Artes Decorativas e Historia del Arte. 
El Instituto de Bellas Artes "Nicolae Grigorescu" fue creado en 1950. 
Desde 1990, el Instituto de Bellas Artes "Nicolae Grigorescu" cambió su nombre por la Academia de las Artes y, desde 2002, por “Universidad Nacional de las Artes”, nombre que mantiene actualmente.

## Facultades
La Universidad actual contiene 3 facultades: 
- La Facultad de Bellas Artes, que incluye los Departamentos de Pintura, Artes Gráficas, Escultura, Imagen Dinámica y Fotografía, Educación Visual de Arte, Teoría e Investigación.
- La Facultad de Artes Decorativas y Diseño, que incluye los Departamentos de: Diseño, Diseño de Moda, Diseño Textil y Arte Textil, Arte Mural, Cerámica-vidrio-metal, and Escenografía.
- La Facultad de Historia del Arte y Teoría, que tiene dos departamentos: Historia y Teoría del Arte and  Conservación y Restauración.

Desde 2012, el rector electo de la Universidad Nacional de las Artes en Bucarest es el Profesor Cătălin Bălescu.

## Distinguidos alumnos y profesores
- Béla Nagy Abodi
- Ioan Andreescu
- Theodor Aman
- Corneliu Baba
- Cătălin Bălescu
- Ignat Bednarik
- Catul Bogdan
- Constantin Brâncuși
- Traian Brădean
- Victor Brauner
- Ștefan Câlția
- Boris Caragea
- Florin Ciubotaru
- Alexandru Ciucurencu
- Nicolae Comănescu
- Augustin Costinescu
- Horea Cucerzan
- Nicolae Dărăscu
- Vasile Drăguț
- Sorin Dumitrescu
- Ion Dumitriu
- Darie Dup
- Mircea Faria
- Ion Frunzetti
- Gheorghe Ghițescu
- Elena Greculesi
- Ion Grigorescu
- Adrian Guță
- Radu Igaszag
- Sorin Ilfoveanu
- Ionel Jianu
- Iosif Kiraly
- Petru Lucaci
- Ștefan Luchian
- Cornel Medrea
- Hortensia Masichievici Mișu
- Florin Mitroi
- Adina Nanu
- Paul Neagu
- Ion Nicodim
- George Oprescu
- Dimitrie Paciurea
- Horea Paștina
- Vasile Pintea
- Ștefan Râmniceanu
- Camil Ressu
- Nicolae Săftoiu
- Mihai Sârbulescu
- Eugen Schileru
- Niculiță Secrieriu
- Francisc Șirato
- Gheorghe Tattarescu
- Roxana Trestioreanu
- Aurel I. Vlad
- Vladimir Zamfirescu
- Marian Zidaru